# عن الشعر الملحمي والدرامي

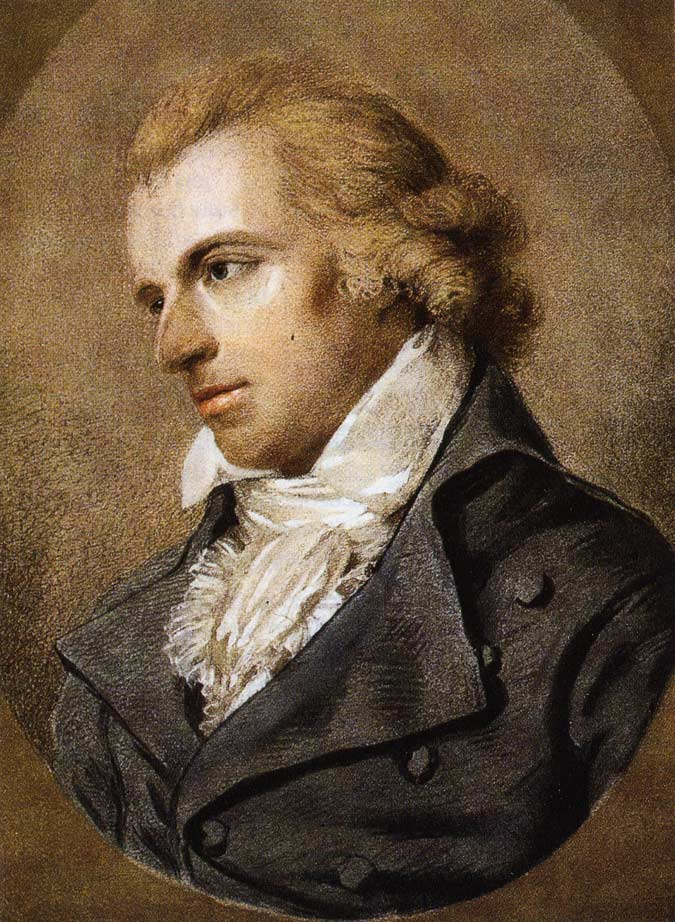
فريدرش شيلر

عن الشعر الملحمي والدرامي (بالألمانية: Über epische und dramatische Dichtung) عمل أدبي من تأليف الكاتب الألماني فريدرش شيلر في العام 1797 بالاشتراك مع الأديب الألماني الآخر وصديقه يوهان فولفغانغ فون غوته، نُشرت الطبعة الأولى في عام 1827.

## وصلات خارجية
- عن الشعر الملحمي والدرامي، على موقع أمازون.